# David Rasmussen
David Rasmussen (* 1. Dezember 1976 in Kopenhagen) ist ein ehemaliger dänischer Fußballspieler und heutiger -trainer.

## Werdegang
Der Mittelfeldspieler David Rasmussen begann seine Karriere bei B.93 Kopenhagen und spielte danach beim FC Zwolle. 2001 wechselte er zum FC Nordsjælland, für den er insgesamt 91 Spiele absolvierte und 17 Tore erzielte. Zur Saison 2004/05 kam er vom FC Nordsjælland zu Hansa Rostock, kam dort auf 16 Spiele und erzielte ein Tor. Im September 2005 wechselte Rasmussen zu Viborg FF in die Superliga. In zwei Spielzeiten lief er insgesamt 15 mal auf und erzielte ein Tor. Im Juli 2007 beendete er seine Profikarriere bei Viborg wegen anhaltender Leistenbeschwerden, 2007/08 spielte er noch zum Ausklang in der 2. Division Øst für Fremad Amager.
Im Januar 2012 beendete Rasmussen seine Karriere beim FC Helsingør und übernahm stattdessen die Funktion des Assistenztrainers von Benny Gall. Nach nur einem halben Jahr verließ er den Verein jedoch bereits wieder und wurde stattdessen Trainer von Frederiksværk FK. Im Sommer 2014 übernahm Rasmussen einen kurzzeitigen Trainerjob bei Karlslunde IF, Ende 2014 wurde er schließlich neuer Assistenztrainer bei Gentofte-Vangede Idrætsforening (GVI).